# الک‌ریج (یوتا)
الک‌ریج (به انگلیسی: Elk Ridge) شهری در ایالت یوتا کشور ایالات متحده آمریکا است که جمعیت آن در سرشماری سال ۲۰۱۰ میلادی، ۲٬۴۳۶ نفر بوده‌است.